# Francisco Javier de Pedro Falque
Francisco Javier de Pedro Falque, conegut simplement com a De Pedro (Logronyo, La Rioja, 4 d'agost de 1973) és un exfutbolista espanyol. És recordat principalment per la seva etapa en la Reial Societat (1993-2004), quan va arribar a ésser internacional amb Espanya. Destacava pel seu poderós xut amb l'esquerra.

## Trajectòria
Javier de Pedro va néixer a la ciutat de Logronyo en La Rioja. No obstant això des de nen va residir en la ciutat de Sant Sebastià (País Basc), on va començar a jugar amb vuit anys al futbol en l'equip del barri de L'Antic, l'Antiguoko, club de futbol base del que van sorgir també jugadors com Mikel Arteta o Xabi Alonso, entre d'altres. Va fitxar per la Reial Societat quan va arribar a juvenil.
Va jugar en els juvenils de la Reial Societat i posteriorment en el filial de Segona divisió B, la Reial Societat de Futbol B entre 1992 i 1994. En aquesta època va coincidir ja amb Iñigo Idiakez i Agustín Aranzabal, pertanyents com ell a la lleva de 1973 i amb els quals ascendiria al primer equip. El seu debut amb la Reial Societat es va produir amb 20 anys, el 7 de novembre de 1993 a l'Estadi d'Anoeta en un partit davant la UE Lleida. En la seva primera temporada en el primer equip va compaginar actuacions en el filial amb partits en la Primera divisió, fins a un total de 14.
Durant 11 temporades, De Pedro va jugar en la primera plantilla de la Reial Societat totalitzant 325 partits oficials amb aquest club i marcant 52 gols. 304 dels partits i 45 dels gols van ser en la Primera divisió espanyola. En la Reial Societat la qualitat de la seva cama esquerra li va permetre aconseguir un lloc indiscutible en el centre esquerre del camp. De Pedro va destacar especialment pel seu toc, va ser un gran centrador i passador i un bon xutador, cosa que li va permetre cobrir les seves mancances físiques de resistència i velocitat. Durant diverses temporades va ser un dels millors assistents de gol en la lliga. Era el jugador que habitualment treia els corners i llençava els penalts en l'equip.
Dos connexions amb altres jugadors d'aquesta Real van ser especialment ressenyables en la segona meitat dels anys 1990 i primers del 2000. D'una banda De Pedro va tenir una excel·lent entesa amb Agustín Aranzabal, lateral esquerre, al costat del que va jugar durant moltes temporades i amb el qual s'entenia a la perfecció. Els dos jugadors jugaven de memòria, pujant Aranzabal a l'atac, realitzant parets i doblant Aranzabal a De Pedro en l'atac. Entre els dos van formar una banda esquerra molt ofensiva. D'altra banda, el millor client dels centres de De Pedro va ser Darko Kovačević, els registres golejadors del qual es van deure en bona part als precisos centres des de la banda esquerra del seu amic De Pedro.
Durant la dècada llarga que va romandre De Pedro en la Reial Societat destaquen les temporada 1997-98, en la qual la Real va obtenir el tercer lloc i la 2002-03, amb un sorprenent subcampionat de Lliga. Ambdós van ser punts àlgids en la carrera de De Pedro, que va destacar al costat del seu equip en aquelles temporades. Les restants, amb resultats més aviat mediocres, no van impedir que el mitjà es fes amb un nom en el futbol espanyol.
L'estiu de 2003, després d'obtenir el subcampionat de Lliga, De Pedro va intentar marxar al Southampton FC de la Premier League, que havia fet una interessant oferta per ell. No obstant això, club i equip tècnic, no van considerar l'oferta com suficient, pel que De Pedro es va quedar en el club a complir l'any de contracte que li restava. L'afer estiuenc va portar conseqüències, ja que les relacions entre club i jugador es van enrarir. Eixe any el rendiment de De Pedro va baixar i va ser desplaçat per primera vegada en molts anys de la titularitat. Va acabar la temporada marginat de les convocatòries i enfrontat a directiva, entrenador i part de l'afició.
Després d'acabar el seu contracte amb la Reial Societat al juny de 2004, De Pedro va complir el seu somni de fitxar per un club anglès i jugar en la Premier League. Encara que la gran oferta del Southampton havia desaparegut va tenir una del Blackburn Rovers i va fitxar per 2 anys amb ells. No obstant això a Blackburn De Pedro tot just va arribar a jugar. Solament va disputar 2 partits oficials amb els Rovers, un en Lliga i altre en la Copa de la Lliga. La marxa del tècnic Graeme Souness, que va ser substituït per Mark Hughes va suposar l'ostracisme de De Pedro, que va quedar fora de les convocatòries i dels plans del tècnic. Al desembre va arribar a un acord amb el Blackburn per rescindir el seu contracte i obtenir la carta de llibertat.
En el mercat hivernal, De Pedro va buscar una sortida i després de sospesar diferents ofertes es va decidir a signar amb l'AC Perusa de la Serie B italiana a finals de gener de 2005 i per la resta de temporada. A Perusa la situació de Javi de Pedro va millorar una mica, encara que tot just va jugar cinc partits i en finalitzar la temporada va abandonar l'equip, ja que a pesar d'haver estat lluitant per l'ascens a la Sèrie A, el Perusa va descendir per problemes econòmics i va haver de ser refundat en la Sèrie C italiana.
El setembre de 2005, es va incorporar a la disciplina de l'IFK Göteborg gràcies al seu excompany en la Reial Societat, Haakan Mild, director tècnic del club que va ser el seu valedor per a fitxar pel conjunt suec. Per la seva baixa forma en el moment de fitxatge i perquè la Lliga sueca es juga de febrer a octubre, De Pedro no va tenir temps d'integrar-se en l'equip fins a finalitzar la temporada 2005, limitant-se a entrenar amb els seus nous companys i a debutar amb l'equip filial del Göteborg. Precisament en el debut amb el filial va ser expulsat als 3 minuts de joc per agredir a un jugador rival. Al desembre va començar la pretemporada amb el seu nou club cara a la campanya 2006, però poc després d'això va sorgir la notícia sorprenent que De Pedro abandonava el club per motius personals.
De Suècia De Pedro va marxar a Grècia, al febrer de 2006, per a fitxar pel PAE Ergotelis de Creta, equip de la Segona Divisió hel·lena. Tot just va jugar algun amistós amb els grecs per a abandonar ràpidament el club, ja que el seu transfer no va arribar. A l'abril d'eixe any va estar a prova en el CD Mensajero de la Tercera Divisió d'Espanya, però finalment el seu fitxatge pel club de La Palma no va cristal·litzar.
Al començament de la temporada 2006/07 De Pedro va trobar un lloc en el Burgos CF de la Segona Divisió B gràcies a la seva amistat amb l'entrenador Gonzalo Arkonada. Baix de forma i amb excés de pes en el moment del fitxatge, De Pedro arribaria a disputar cinc partits amb l'equip burgalès després de millorar el seu estat físic, però el 8 de gener de 2007 va anunciar que abandonava la disciplina de l'equip burgalès per causes familiars. Després de romandre sense equip el que restava de la temporada 2006-07, el 4 d'agost de 2007 va anunciar el seu fitxatge pel CD Vera, equip de la regional preferent canària, que a pesar de militar en una categoria d'afeccionats s'estava reforçant amb alguns jugadors professionals de renom com Pablo Paz o Agustín Aranzabal. No obstant això, tot just un mes després del seu fitxatge i sense haver arribat a debutar, el 20 de setembre el club canari va decidir rescindir el seu contracte al·legant "inadaptació a l'entorn i baix rendiment".
Després d'aquesta última experiència, va penjar definitivament les botes. El 16 de març de 2008 va rebre un homenatge per part de la Reial Societat, realitzant la treta d'honor del partit entre els donostiarres i el CD Numancia. De Pedro ja havia estat homenatjat anteriorment, el 15 de maig de 2004, coincidint amb la seva marxa del club, quan va rebre la màxima distinció de l'entitat, la insígnia d'or i brillants, de la mà del llavors president, José Luis Astiazarán.

## Selecció
Ha estat internacional amb la selecció espanyola en 12 ocasions, sent el seu gran valedor el seleccionador José Antonio Camacho. Va debutar a Granada el 23 de setembre de 1998 en un amistós Espanya 1-0 Rússia. La selecció espanyola venia de fracassar en el Mundial de Futbol de 1998 i el seleccionador Javier Clemente havia estat destituït després del partit anterior. El recén nomenat seleccionador José Antonio Camacho va incloure a De Pedro en el nou grup de jugadors de la seva confiança i el va fer jugar en els 3 primers partits de l'Era Camacho al llarg del que restava de 1998. De Pedro va marcar un gol en el tercer d'ells, un amistós davant Itàlia.
Durant els següents anys, De Pedro va estar fora de les convocatòries de la selecció, però Camacho el va recuperar per al Mundial de Futbol de 2002 i li va fer un lloc no solament en la selecció, sinó en l'onze titular. La presència de De Pedro en la selecció va cridar molt l'atenció al principi en els mitjans espanyols, atès al fet que el seu equip, la Reial Societat, venia completant pèssimes campanyes en els últims anys, encara que De Pedro havia mostrat un bon nivell de joc en la campanya 2001-02 i Camacho era un gran admirador del seu joc.
En el Mundial de Corea i Japó va jugar 4 dels 5 partits que va disputar la selecció espanyola. El seu joc en el Mundial va anar de més a menys, sent recordat especialment pel gran partit que va realitzar en el partit de debut davant Eslovènia. En línies generals va quallar un bon mundial, es va fer amb cert nom a nivell internacional, ja que a nivell nacional ja era molt conegut al jugar en un històric de la nostra lliga com la Reial Societat. Després del Mundial i el canvi de seleccionador, Iñaki Sáez va substituir Camacho, De Pedro va deixar de ser titular de la selecció, encara que al llarg de la temporada 2002-03 va tornar a ser convocat per Sáez un parell de vegades més, marcant en un amistós davant Equador.
El seu últim partit com a internacional va ser l'11 de juny de 2003 a Belfast davant Irlanda del Nord en un partit classificatori per a l'Eurocopa. Amb anterioritat va ser internacional amb la selecció espanyola Sub-21.
També va disputar partits amistosos amb la selecció nacional d'Euskadi.